# تخت رود (سورماغ)
تخت رود (بالفارسية: تخت رود) هي منطقة سكنية تقع في إيران في الناحية المركزية، قسم سورماغ الريفي. يبلغ عدد سكانها حسب إحصاء السكان عام 2006 ميلادية 20 نسمة في ستة عائلات.